# Nikołaj Galicyn
Nikołaj Aleksandrowicz Galicyn (ur. 1908 w Charkowie, zm. w styczniu 1980 tamże) – funkcjonariusz radzieckich organów bezpieczeństwa, jeden z wykonawców zbrodni katyńskiej.

## Życiorys
Miał wykształcenie podstawowe, w latach 1930–1932 i 1933–1937 służył w Armii Czerwonej, od 1937 w NKWD. Kierowca Zarządu NKWD obwodu charkowskiego, wiosną 1940 brał udział w mordowaniu polskich jeńców z obozu w Starobielsku, za co 26 października 1940 ludowy komisarz spraw wewnętrznych ZSRR Ławrientij Beria przyznał mu nagrodę pieniężną. Od 1947 kandydat na członka WKP(b), w 1947 pracownik Zarządu MGB obwodu charkowskiego w stopniu starszego sierżanta. Odznaczony Orderem Czerwonej Gwiazdy (21 maja 1947) i Medalem „Za zasługi bojowe” (19 stycznia 1945).